# أنطونيو سالفيستر
أنطونيو سالفيستر (بالبرتغالية: Antônio Silvestre) هو دراج برازيلي، ولد في 17 أبريل 1961.

## وصلات خارجية
- أنطونيو سالفيستر على موقع أرشيف الدراجات (الإنجليزية)
- أنطونيو سالفيستر على موقع إحصائيات الدراجات الإحترافية (الإنجليزية)
- أنطونيو سالفيستر على موقع أوليمبيديا (الإنجليزية)